# Biblioteca Județeană „I. A. Bassarabescu” Giurgiu
Biblioteca Județeană „I. A. Bassarabescu” este o instituție de cultură din orașul Giurgiu (județul Giurgiu).

## Istoric
Prima bibliotecă importantă din istoria orașului Giurgiu a fost cea a Gimnaziului „Ioan Maiorescu”, înființată prin donațiile lui Nicolae Droc Barcian, profesor și director al gimnaziului. În 1900, aceasta a primit denumirea de „Principele Ferdinand” și urma să fie pusă la dispoziția publicului, dar, în lipsa unor fonduri centrale, acest lucru nu a fost posibil. În anul 1921, s-au realizat demersuri pentru înființarea unei biblioteci populare, dar planurile nu s-au concretizat, deoarece orașul Giurgiu suferise distrugeri în Primul Război Mondial. Cărțile strânse în acest scop au fost donate tot bibliotecii Gimnaziului „Ioan Maiorescu”, între timp devenit liceu. În perioada interbelică, singura bibliotecă la care a avut acces publicul cititor a funcționat pe lângă Ateneul Român „Nicolae Bălănescu”.
În anii 1930, fondul de carte a fost păstrat în clădirea Școlii de băieți „Ion Zalomit”, în custodia unui bibliotecar voluntar, Constantin (Ticu) Șerbănescu, funcționar la Primăria municipiului Giurgiu. După inaugurarea localului propriu al Ateneului Român „Nicolae Bălănescu”, în octombrie 1940, biblioteca a funcționat acolo până la distrugerea acesteia de către reprezentanții noului regim comunist, în 1948. S-au salvat mai puțin de 10% dintre cărți, păstrate azi în fondurile documentare ale Muzeului Județean „Teohari Antonescu” și ale Bibliotecii Județene.
Cu fonduri alocate de stat, s-a creat o bibliotecă publică în 1951, care, prin Hotărârea Consiliului de Miniștri nr. 1542/1951, privind măsurile ce trebuie luate pentru îmbunătățirea activităților bibliotecilor din România, apărută în Buletinul Oficial nr. 120 din 29 decembrie 1951, a primit statutul de bibliotecă raională, cu un fond de 24.479 volume, cu o secție de împrumut și o sală de lectură cu 52 de locuri (pe stada Alexandru Lahovari).
Prin noua organizare teritorială, biblioteca a preluat, din martie 1974, sarcina de bibliotecă județeană pentru județul Ilfov, apoi, din ianuarie 1981, pentru județul Giurgiu. Fondul de carte a cunoscut o creștere continuă: în perioada 1960-1979 cu 41.380 volume, iar între 1980-1989 cu 51.728 volume, astfel încât, la finele anului 1989, existau 147.522 volume.
Lae 1 aprilie 1993 Biblioteca Județeană Giurgiu a primit numele scriitorului și omului politic român, membru corespondent al Academiei Române, Ioan Alexandru Bassarabescu, la propunerea lui Emil Păunescu, muzeolog și istoric giurgiuvean. Ioan Alexandru Bassarabescu a devenit patronul spiritual al instituției prin decizia Consiliului Județean Giurgiu nr.28/1 aprilie 1993.

## Colecții
În colecțiile bibliotecii se găsesc peste 215.000 de volume:
- carte românească: 199.926
- carte străină: 5.608
- periodice românești: 3.577
- periodice străine: 64 titluri
- colecții audio-vizuale

Fondul documentar este format din 2.800 de volume, dintre care:
- carte veche românească: 3 volume
- carte veche străină: 1 volum
- carte rară: 1.300 volume
- cărți bibliofile (cu autograf): 80 volume

- 2 fonduri localia: Anghel Bărbulescu - 324 volume și Nicolae Cartojan - 1.908 volume

## Producții editoriale proprii
Colecția Biblioteca Giurgiuveană, unică în țară, este formată din scrieri ale unor autori giurgiuveni consacrați, readuse în atenție, dar și din opere ale scriitorilor giurgiuveni contemporani. Colecția a fost fondată în anul 2014, la inițiativa lui Dan Mucenic ,pe atunci directorul Muzeului Județean „Teohari Antonescu”, cu sprijinul Consiliului Local și al Primăriei Municipiului Giurgiu. Este coordonată de Daniela Bardan, manager al Bibliotecii Județene „I. A. Bassarabescu”.
Revista SMART este o revistă de cultură trimestrială editată de Biblioteca Județeană „I. A Basarabescu” în parteneriat cu ANBPR (Asociația Națională a Bibliotecarilor și Bibliotecilor Publice din România) Filiala Giurgiu, începând cu anul 2022. Revista cuprinde dezbateri culturale, lansări de carte, concursuri de poezii, povești, corespondențe literare cu biblioteci din județ, portrete în cuvinte, promovări de carte și informații de interes general la nivelul municipiului Giurgiu.

## Evenimente culturale
- Ziua Culturii Naționale
- Zilele Bibliotecii „I. A. Bassarabescu” Giurgiu[18]
- Colocvii profesionale
- Lansări și expoziții de carte
- Rafturi de carte pentru românii din diaspora[19] (la Roma, Italia,[20] în 2019, prin parteneriat cu Asociația neguvernamentală „Arte e Curiosita e non solo”, președinte Anna Nuțu[21] și în 2022 la Atena, Grecia[22])

- Nocturna Bibliotecii
- Târgul de carte anual[23]

Biblioteca județeană din Giurgiu este prima bibliotecă din țară implicată în proiectul POVESTEA de vineri și care a beneficiat de 50 de povești în lectura autorului Petre Crăciun, începând cu anul 2018.

## Secțiile bibliotecii

### Sala de lectură
Sala de lectură are o capacitate de 100 de locuri și pune la dispoziția utilizatorilor peste 81.000 de volume din domenii variate ale cunoașterii, inclusiv publicații periodice; deține fondul de referință al bibliotecii completat curent și retroactiv, cărțile consultându-se în incinta instituției; eliberează permisul de intrare pentru cititori, valabil 5 ani; completează bibliografia locală și oferă bibliografii tematice la cerere; asigură accesul la baza de date informatizată a bibliotecii, cu sprijinul bibliotecarului; asigură consultarea informațiilor privitoare la fondul de carte prin cataloagele tradiționale și catalogul online; înregistrează peste 70 de abonamente anual; oferă acces gratuit la internet; oferă acces la serviciul „Lumina cunoașterii” pentru persoane cu deficiențe de vedere; acces la colecții speciale: fond localia, colecții electronice, colecția „Biblioteca giurgiuveană”; organizează expoziții tematice și acțiuni, conform calendarului manifestărilor culturale.

### Împrumut Carte pentru Adulți
Secția Împrumut Carte pentru Adulți asigură împrumutul la domiciliu pe baza fișei contract a cititorului; oferă cărți din toate domeniile cunoașterii, punându-se accent pe bibliografia școlară; asigură împrumutul la domiciliu a maximum 3 cărți pe o perioadă de 14 zile, cu posibilitatea prelungirii acestui termen; asigură rezervarea unor titluri care nu sunt disponibile, în momentul solicitării; onorează, în limita posibilităților, titluri care nu există în colecțiile bibliotecii prin achiziție sau/și împrumut interbibliotecar; completează catalogul alfabetic la titlu; menține caracterul actual al colecțiilor, prin deselectarea și propunerea spre casare anuală a lucrărilor uzate fizic și moral; organizează expoziții tematice, vitrine cu noutăți și evenimente culturale; inițiază cititorii interesați să utilizeze calculatorul și internetul.

### Împrumut Carte pentru Copii
Secția Împrumut Carte pentru Copii oferă cărți cu un caracter enciclopedic destinate preșcolarilor, școlarilor mici și mari, cu accent pe parcurgerea bibliografiei școlare pentru ciclul primar și gimnazial; asigură împrumutul la domiciliu a maximum 3 cărți pe o perioadă de 14 zile cu posibilitatea prelungirii acestui termen; oferă informații și bibliografii la cerere, recomandă copiilor cărțile destinate vârstei lor; completează catalogul alfabetic al secției; menține caracterul actual al colecțiilor, prin deselectarea și propunerea spre casare anuală a lucrărilor uzate fizic și moral; organizează acțiuni culturale, precum și acțiuni de popularizare a cărților noi și a evenimentelor culturale.

### Filiala
Filiala bibliotecii asigură cu prioritate împrumutul la domiciliu cititorilor din Cartierul Tineretului din Giurgiu, a maximum 2 volume pe o perioada de 14 zile cu posibilitatea prelungirii acestui termen; asigură prezervarea unor titluri care nu sunt disponibile în momentul solicitării; onorează în limita posibilităților unele titluri solicitate, care nu există în colecțiile instituției, prin împrumut interbibliotecar; completează catalogul sistematic al secției; organizează acțiuni culturale de promovare a lecturii în zona deservită.